# Wouter Van der Fraenen
Wouter Van der Fraenen (ur. 8 lipca 1980 w Brugii) – belgijski wioślarz.

## Osiągnięcia
- Mistrzostwa Świata Juniorów – Hazewinkel 1997 – czwórka podwójna – 11. miejsce[1].
- Mistrzostwa Świata Juniorów – Linz 1998 – czwórka podwójna – 6. miejsce[1].
- Mistrzostwa Świata – Lucerna 2001 – dwójka podwójna wagi lekkiej – 12. miejsce[1].
- Mistrzostwa Świata – Sewilla 2002 – dwójka podwójna wagi lekkiej – 12. miejsce[1].
- Mistrzostwa Świata – Mediolan 2003 – dwójka podwójna wagi lekkiej – 14. miejsce[1].
- Igrzyska Olimpijskie – Ateny 2004 – dwójka podwójna wagi lekkiej – 15. miejsce[1].
- Mistrzostwa Świata – Gifu 2005 – czwórka podwójna wagi lekkiej – 2. miejsce[1].
- Mistrzostwa Świata – Eton 2006 – czwórka bez sternika wagi lekkiej – 13. miejsce[1].
- Mistrzostwa Świata – Monachium 2007 – dwójka podwójna wagi lekkiej – 16. miejsce[1].
- Mistrzostwa Świata – Linz 2008 – jedynka wagi lekkiej – 10. miejsce[1].
- Mistrzostwa Świata – Poznań 2009 – czwórka bez sternika wagi lekkiej – 15. miejsce[1].